# 16-й запасной истребительный авиационный полк
16-й запасной истребительный авиационный полк (16-й зиап) — учебно-боевая воинская часть Военно-воздушных сил (ВВС) Вооружённых Сил РККА, занимавшаяся обучением, переподготовкой и переучиванием лётного состава строевых частей ВВС РККА в период боевых действий во время Великой Отечественной войны, осуществлявшая подготовку маршевых полков и отдельных экипажей на самолётах типа Як.

## Наименования полка
- 16-й запасной истребительный авиационный полк

| Як-7УТ | Як-9УМ | Як-7 |

## Создание полка
16-й запасной истребительный авиационный полк сформирован 18 июля 1941 года в ВВС Приволжского военного округа в городе Куйбышев.

## Основное назначение полка
16-й запасной истребительный авиационный полк осуществлял подготовку маршевых полков и отдельных экипажей на самолётах на самолётах типа Як.

## Расформирование полка
16-й запасной истребительный авиационный полк 28 февраля 1946 года был расформирован в ВВС Приволжского военного округа.

## В составе соединений и объединений
| Период        | Округ                     | армия      | дивизия                          | примечание    |
| ------------- | ------------------------- | ---------- | -------------------------------- | ------------- |
| 18.07.1941 г. | Приволжский военный округ | ВВС округа |                                  |               |
| 02.1942 г.    | Приволжский военный округ | ВВС округа | 3-я запасная авиационная бригада |               |
| 28.02.1946 г. | Приволжский военный округ | ВВС округа | 3-я запасная авиационная бригада | расформирован |

## Подготовка лётчиков
Процесс переучивания лётного состава был типовым: с фронта отводился полк, потерявший большое количество лётного состава, производилось его пополнение до штатных нормативов, лётчики переучивались на новую материальную часть. Полк получал новые самолёты и снова отправлялся на фронт. Таким образом, запасной полк распределял самолёты, поступающие с заводов и с ремонтных баз.
В целях приобретения боевого опыта командно-инструкторский состав запасных авиационных полков направляли в авиационные полки действующей армии.

## Базирование
| Период                     | Аэродром                       |
| -------------------------- | ------------------------------ |
| 18.07.1941 — 02.1942       | Куйбышев                       |
| 18.07.1941 — 28.04.1943    | Баланда Саратовской области    |
| 28.04.1943 — 05.05.1943    | г. Аткарск Саратовской области |
| 05.05.1943 — 28.02.1946 г. | Баланда Саратовской области    |

## Самолёты на вооружении
| Период      | Самолёты |
| ----------- | -------- |
| 1941 — 1946 | Як-1     |
| 1942 — 1946 | Як-7УТИ  |
| 1944 — 1946 | Як-9     |

## Подготовленные полки
- 27-й истребительный авиационный полк
- 32-й истребительный авиационный полк
- 127-й истребительный авиационный полк
- 133-й истребительный авиационный полк (с 28.06.1942 г. по 01.10.1942 г., Як-7Б)
- 211-й истребительный авиационный полк (с 13.06.1942 по 30.06.1942, убыл в 8-й зиап)
- 252-й истребительный авиационный полк (с 03.05.1942 по 29.06.1942, Як-1)
- 252-й истребительный авиационный полк (с 06.09.1942 по 17.09.1942, расформирован)
- 274-й истребительный авиационный полк
- 286-й истребительный авиационный полк
- 291-й истребительный авиационный полк
- 293-й истребительный авиационный полк
- 425-й истребительный авиационный полк
- 427-й истребительный авиационный полк
- 429-й истребительный авиационный полк
- 431-й истребительный авиационный полк (15.05.1942 — 17.08.1942, Як-1)
- 520-й истребительный авиационный полк
- 580-й истребительный авиационный полк (сформирован 15.09.1941 г. - 19.02.1942 г., Як-1)
- 605-й истребительный авиационный полк
- 659-й истребительный авиационный полк
- 774-й истребительный авиационный полк
- 867-й истребительный авиационный полк
- 897-й истребительный авиационный полк